# African Cup of Champions Clubs 1976
Der African Cup of Champions Clubs 1976 war die 12. Ausgabe des jährlichen Fußballwettbewerbs, dem African Cup of Champions Clubs. Am Wettbewerb nahmen 24 Teams teil.
MC Alger aus Algerien gewann den Titel und wurde zum ersten Mal Sieger des Wettbewerbs.

## 1. Runde
|                        | Gesamt          |                 | Hinspiel | Rückspiel |
| ---------------------- | --------------- | --------------- | -------- | --------- |
| CARA Brazzaville       | 4:2             | CS Imana        | 4:0      | 0:2       |
| Al-Ahly Bengasi        | 4:5             | MC Alger        | 3:2      | 1:3       |
| AS Corps Enseignement  | 5:6             | Simba SC        | 4:2      | 1:4       |
| ASC Diaraf             | 10:20           | Os Balantas     | 6:1      | 4:1       |
| Express FC             | 1:1 (4:3 i. E.) | Caïman Douala   | 1:0      | 0:1       |
| Luo Union              | 5:1             | Saint-George SA | 3:1      | 2:0       |
| Real de Banjul         | 0:4             | Djoliba AC      | 0:2      | 0:2       |
| Silures Bobo-Dioulasso | w.o             | ASFAN Niamey    | w.o      |           |
| Asante Kotoko          | w.o             | Okoume FC       | w.o      |           |

## Achtelfinale
|                 | Gesamt |                        | Hinspiel | Rückspiel |
| --------------- | ------ | ---------------------- | -------- | --------- |
| Asante Kotoko   | 2:2    | CARA Brazzaville       | 1:0      | 1:2       |
| MC Alger        | 3:2    | al Ahly Kairo          | 3:0      | 0:1       |
| Green Buffaloes | 4:2    | Simba SC               | 3:2      | 1:0       |
| Lomé I          | 1:2    | ASC Diaraf             | 1:1      | 0:1       |
| Enugu Rangers   | 2:2    | Express FC             | 0:0      | 2:2       |
| Luo Union       | w.o    | Al-Merrikh Khartum     | w.o      |           |
| Djoliba AC      | 2:3    | Hafia FC               | 2:1      | 0:2       |
| ASEC Mimosas    | 4:0    | Silures Bobo-Dioulasso | 2:0      | 2:0       |

## Viertelfinale
|                 | Gesamt |               | Hinspiel | Rückspiel |
| --------------- | ------ | ------------- | -------- | --------- |
| Asante Kotoko   | 2:2    | ASEC Mimosas  | 2:1      | 0:1       |
| MC Alger        | 7:3    | Luo Union     | 6:3      | 1:0       |
| Green Buffaloes | 3:4    | Enugu Rangers | 3:1      | 0:3       |
| ASC Diaraf      | 2:6    | Hafia FC      | 2:2      | 0:4       |

## Halbfinale
|               | Gesamt |          | Hinspiel | Rückspiel |
| ------------- | ------ | -------- | -------- | --------- |
| Enugu Rangers | 2:3    | MC Alger | 2:0      | 0:3       |
| ASEC Mimosas  | 3:5    | Hafia FC | 3:0      | 0:5       |

## Finale
|          | Gesamt          |          | Hinspiel | Rückspiel |
| -------- | --------------- | -------- | -------- | --------- |
| Hafia FC | 3:3 (1:4 i. E.) | MC Alger | 3:0      | 0:3       |